# Elezioni governatoriali negli Stati Uniti d'America del 2012
Le elezioni governatoriali negli Stati Uniti d'America del 2012 si sono tenute il 6 novembre.
Dodici gli stati interessati: Delaware, Missouri, Montana, New Hampshire, Vermont, Virginia Occidentale e Washington, vinti dai Democratici; Carolina del Nord, Dakota del Nord, Indiana, Utah e Wisconsin, vinti dai Repubblicani. Le elezioni si sono tenute anche nei territori delle Samoa Americane e Porto Rico.
In Wisconsin il 5 giugno si sono tenute elezioni di revoca, una consultazione per decidere se rimuovere dalla carica il governatore Scott Walker; la revoca non fu approvata e Walker rimase in carica.

## Stati
| Stato                | Governatore uscente    | Governatore uscente      | Democratici              | Repubblicani                                | Altri                                              | Governatore eletto | Governatore eletto |
| -------------------- | ---------------------- | ------------------------ | ------------------------ | ------------------------------------------- | -------------------------------------------------- | ------------------ | ------------------ |
| Carolina del Nord    |                        | Beverly Perdue (D)       | Walter H. Dalton - 43,2% | Pat McCrory - 49,0%                         | Barbara Howe (L) - 2,1%                            |                    | Pat McCrory (R)    |
| Dakota del Nord      |                        | Jack Dalrymple (R)       | Ryan Taylor - 34,3%      | Jack Dalrymple - 63,1%                      | Paul Sorum (I) - 1,7%                              | Jack Dalrymple (R) |                    |
| Delaware             |                        | Jack Markell (D)         | Jack Markell - 69,3%     | Jeff Cragg - 28,6%                          | Mark Perri (V) - 1,4% Sean Louis Goward (L) - 1,2% |                    | Jack Markell (D)   |
| Indiana              |                        | Mitch Daniels (R)        | John Gregg - 46,6%       | Mike Pence - 49,5%                          | Rupert Boneham (L) - 4,0%                          |                    | Mike Pence (R)     |
| Missouri             |                        | Jay Nixon (D)            | Jay Nixon - 54,8%        | Dave Spence - 42,5%                         | Jim Higgins (L) - 2,7%                             |                    | Jay Nixon (D)      |
| Montana              | Brian Schweitzer (D)   | Steve Bullock - 48,9%    | Rick Hill - 47,3%        | Ron Vandevender (L) - 3,8%                  | Steve Bullock (D)                                  |                    |                    |
| New Hampshire        | Maggie Hassan (D)      | Maggie Hassan - 46,6%    | Ovide Lamontagne - 42,5% | John J. Babiarz (L) - 2,8%                  | Maggie Hassan (D)                                  |                    |                    |
| Utah                 |                        | Gary Herbert (R)         | Peter Cooke - 27,6%      | Gary Herbert - 68,4%                        | Ken Larsen (L) - 2,3% Kirk Pearson (C) - 1,8%      |                    | Gary Herbert (R)   |
| Vermont              |                        | Peter Shumlin (D)        | Peter Shumlin - 57,8%    | Randy Brock - 37,6%                         | Emily Peyton (I) - 2,0% Cris Ericson - 1,9%        |                    | Peter Shumlin (D)  |
| Washington           | Christine Gregoire (D) | Jay Inslee - 51,4%       | Rob McKenna - 48,3%      |                                             | Jay Inslee (D)                                     |                    |                    |
| Virginia Occidentale | Earl Ray Tomblin (D)   | Earl Ray Tomblin - 50,5% | Bill Maloney - 45,7%     | Jesse Johnson - 2,5% David Moran (L) - 1,3% | Earl Ray Tomblin (D)                               |                    |                    |
| Wisconsin (revoca)   |                        | Scott Walker (R)         | Tom Barrett - 46,3%      | Scott Walker - 53,1%                        |                                                    |                    | Scott Walker (R)   |

## Territori
| Territorio      | Governatore uscente | Governatore uscente                    | Democratici                 | Repubblicani                                                 | Altri                            | Governatore eletto             | Governatore eletto       |
| --------------- | ------------------- | -------------------------------------- | --------------------------- | ------------------------------------------------------------ | -------------------------------- | ------------------------------ | ------------------------ |
| Samoa Americane |                     | Togiola Tulafono (D)                   | Faoa Aitofele Sunia - 47,1% | -                                                            | Lolo Matalasi Moliga (I) - 52,9% |                                | Lolo Matalasi Moliga (I) |
| Porto Rico      | Luis Fortuño (NP)   | Alejandro García Padilla (PPD) - 47,7% | Luis Fortuño (PNP) - 47,1%  | Juan Dalmau Ramírez (PIP) - 2,5% Rafael Bernabe (PPT) - 1,0% |                                  | Alejandro García Padilla (PPD) |                          |